# Barbados Stock Exchange
Die Barbados Stock Exchange oder BSE ist die wichtigste Börse von Barbados. Der Hauptsitz befindet sich in der Hauptstadt Bridgetown. Die Institution wurde 1987 vom Parlament von Barbados als Securities Exchange of Barbados (SEB) gegründet und blieb als solche bis zum 2. August 2001 bekannt. Der Market Identifier Code (MIC) mit vier Symbolen ist: XBAB.

## Geschichte
Der Handelsplatz wurde 1987 vom Parlament von Barbados als gesetzliche Körperschaft im Rahmen der GAP gegründet. 318A, Abschnitt 44 des Securities Exchange Act (1982). Gemäß dieser ursprünglichen Satzung wurde sie als Securities Exchange of Barbados (SEB) gegründet und blieb als solche bis zum 2. August 2001 bekannt, als das Parlament das vorherige Gesetz aufhob und durch eine aktualisierte Satzung gemäß dem Securities Act 2001–3 ersetzte.

## Mitgliedschaften
Am 23. März 2014 wurde BSE das 112. erklärte Mitglied der Initiative für nachhaltige Börsen der Vereinten Nationen (Sustainable Stock Exchanges Initiative).